# 上津役
上津役（こうじゃく）とは福岡県北九州市八幡西区の地名及び地域名。難読地名である。

## 地理
八幡西区の南部に位置し、概ね引野、永犬丸（えいのまる）及び香月に囲まれた比較的広範囲の地域である。広義の意味ではかつて遠賀郡上津役村の北部であった穴生（あのお）、相生町、竹末（たけすえ）及び引野のいわゆる「洞南（どうなん）4地区」も含めることもあり、現在でも自治会組織を総括する名称として用いられることがあるが、狭義の意味では上上津役（かみこうじゃく）、町上津役（まちこうじゃく）及び下上津役（しもこうじゃく）と呼ばれる地区及びその近辺の地域のことを指し、洞南4地区は含めないことが一般的である。なお、北九州市立沖田中学校の校区である下上津役（塔野及び中尾）地区一帯を、本来は永犬丸の一部である三ヶ森地区などと併せて「沖田地区」とし、「上津役」と区別するケースも見られる。

## 地域の特徴
南は福智山につながる帆柱山系の西に位置し、坂の多い丘陵上の地形である。黒崎より筑豊方面へ延びる国道200号線及び国道211号線沿いに市街地が広がるが、その他は一戸建住宅を中心とした閑静な住宅街が広がっている。二級河川の割子川及び金山川の上流部にあたる区域であり、香月地域とは遠賀川水系との分水嶺で隔てられている。

## 歴史

### 沿革
- 1889年（明治22年）4月1日 - 町村制施行により、上上津役村、下上津役村、小嶺村、穴生村、引野村・市瀬村の6村が合併し、遠賀郡上津役村が発足。
- 1937年（昭和12年）5月5日 - 上津役村が八幡市に編入。八幡市大字上上津役、八幡市大字下上津役、八幡市大字小嶺、八幡市大字穴生、八幡市大字引野、八幡市大字市瀬となる。
- 1963年（昭和38年）2月1日 - 八幡市、戸畑市、小倉市、若松市、門司市の5市が合併し、北九州市が発足。八幡市は北九州市八幡区となる。
- 1974年（昭和49年）2月1日 - 八幡区が八幡西区と八幡東区に分かれる。

## 交通
地域内に鉄道路線はないため、国道211号を経由して黒崎及び直方市方面へ向かう西鉄バス北九州の路線を利用する住民が多いが、下上津役（塔野）地区に比較的近い筑豊電気鉄道三ヶ森駅などを利用する住民も少なくない。

## 教育施設
- 北九州市立上津役小学校
- 北九州市立大原小学校
- 北九州市立八児小学校
- 北九州市立塔野小学校
- 北九州市立中尾小学校
- 北九州市立上津役中学校
- 北九州市立八児中学校
- 北九州市立沖田中学校（永犬丸地域との境界付近にあり、永犬丸の一部も校区とする）
- 北九州市立八幡西特別支援学校

## 公共施設
- 八幡西区役所上津役出張所
- 日本郵政八幡大原郵便局
- 八幡西消防署上津役出張所
- 北九州市立上津役市民センター
- 北九州市立八児市民センター
- 北九州市立塔野市民センター
- 上津役公園
- 中の原東公園